# نریمان‌لی، گران‌بوی
نریمان‌لی (به لاتین: Nərimanlı) یک منطقه مسکونی در جمهوری آذربایجان است که در شهرستان گران‌بوی واقع شده است. نریمان‌لی ۱۲۲۹ نفر جمعیت دارد.